# Светска метеоролошка организација
Светска метеоролошка организација, СМО (енгл. World Meteorological Organization, WMO) међувладина је организација са чланством од 189 држава чланица и територија. Настала је од Међународне метеоролошке организације (ИМО), која је основана 1873. године. Основана 1950. године, СМО је специјализована агенција Уједињених нација за метеорологију, хидрологију и сродне геофизичке науке. Има седиште у Женеви, Швајцарска. Садашњи председник је Дејвид Грајмс, а тренутни генерални секретар је Герхарт Адријан.

## Организација
СМО хијерархијa:
- Светски метеоролошки конгрес утврђује политику СМО и састаје се сваке четири године. Свака земља чланица је заступљена сталним представником у СМО. Стални представник би требало да буде директор националног метеоролошког или хидрометеоролошког завода.
- Извршно веће спроводи одлуке Конгреса и састаје једном годишње.
- Шест регионалних удружења за решавање регионалних проблема:
  - Регија I Африка
  - Регија II Азија
  - Регија III Јужна Америка
  - Регија IV Северна Америка, Централна Америка и Кариби
  - Регија V Југозападни Пацифик
  - Регија VI Европа
  - (Антарктик је изузет из ових региона)
- Осам техничких комисија пружа техничке препоруке за ВМО и државне службе.
- Секретаријат на челу са Генералним секретаром координира активности СМО са сталним бројем од око 250 запослених.

## Чланство
Од 2009. земље чланица организације су 181 земља чланица УН-а, Кукова острва и Нијуе. Поред тога присутно је и 6 територија чланива.
Земље које нису чланице су: Андора, Гренада, Екваторијална Гвинеја, Лихтенштајн, Маршалска Острва, Науру, Палау, Свети Китс и Невис, Сент Винсент и Гренадини, Сан Марино, Тувалу, Ватикан и државе са ограниченим признањем.
Територије чланице су: Територија Британских Кариба (заједничка метеоролошка служба и чланство), Француска Полинезија, Хонгконг, Макао, Холандски Антили и Аруба (заједничка метеоролошка служба и чланство) и Нова Каледонија.